# Silnice II/145
Silnice II/145 je silnice II. třídy, která vede z Petrovic u Sušice do Češnovic. Je dlouhá 89,4 km. Prochází dvěma kraji a třemi okresy.

## Vedení silnice

### Plzeňský kraj, okres Klatovy
- Petrovice u Sušice (křiž. II/171)
- Jiřičná (křiž. III/1891)
- Světlá
- Chlum (křiž. III/1892)
- Hartmanice (křiž. II/190, III/1453, III/1454, III/1455)
- Nové Městečko
- Dlouhá Ves (křiž. II/169, III/1456, peáž s II/169)
- Kašperské Hory (křiž. II/169, III/1457, III/1458, peáž s II/169)

### Jihočeský kraj, okres Prachatice
- Řetenice
- Nicov
- Stachy (křiž. III/14510, III/14512, III/14514)
- Zdíkovec (křiž. II/170, III/14515)
- Zdíkov (křiž. III/14516, III/14517)
- Hrabice (křiž. II/168)
- Vimperk (křiž. I/4, III/14519, III/14520)
- Trhonín (křiž. III/14521a)
- Buk (křiž. III/14521, III/14530)
- Šumavské Hoštice (křiž. III/14523)
- Žárovná (křiž. III/14524, III/14530)
- Pěčnov (křiž. III/14525, III/14527, III/14418)
- Husinec (křiž. II/144, III/14528, III/14531)
- Výrov (křiž. III/14127)
- Těšovice (křiž. II/141)
- Vitějovice (křiž. III/14126, III/14128)
- Hracholusky
- Obora
- Netolice (křiž. II/142, II/122, III/14533, III/12250, III/12243, III/12249, III/14536, peáž s II/122)
- Němčice (křiž. III/14538, III/14539, III/12249, III/14543)

### Jihočeský kraj, okres České Budějovice
- Tupesy (křiž. III/02225)
- Břehov (křiž. III/14544, III/14546)
- Češnovice (křiž. I/20)